# Ogończyk siwobrody
Ogończyk siwobrody (Synallaxis subpudica)  – gatunek małego ptaka z rodziny garncarzowatych (Furnariidae). Występuje w północnej części Ameryki Południowej - endemicznie w Kolumbii. W Czerwonej księdze gatunków zagrożonych IUCN klasyfikowany jest jako gatunek najmniejszej troski (LC, ang. Least Concern).

## Systematyka
Takson ten po raz pierwszy zgodnie z zasadami nazewnictwa binominalnego opisał angielski przyrodnik Philip Lutley Sclater w 1874 roku na łamach „Proceedings of the Zoological Society of London”. Opis wykonał na podstawie zakupionych w Bogocie dwóch spreparowanych skór i egzemplarza z kolekcji Salvina i Godmana.  Autor nadał mu nazwę Synallaxis subpudica, a jako miejsce typowe podał Bogotę w Kolumbii. Badania molekularne wykazały, że jest najbliżej spokrewniony z ogończykiem śniadym (Synallaxis brachyura). Jest gatunkiem monotypowym.

### Etymologia
- Synallaxis: gr. συναλλαξις sunallaxis, συναλλαξεως sunallaxeōs „wymiana, zamiana”[12].
- subpudica: łac. sub – bliski, łac. pudicus - nieśmiały, wstydliwy, skromny. Sclater tak opisuje nadanie tego epitetu gatunkowego "I was at one time inclined to refer it to the young of S. pudica, but cannot satisfy myself that this would be correct."[6][13].

## Morfologia
Mały ptak o ciemnoczerwonobrązowych tęczówkach, szarych nogach i stopach. Nie występuje dymorfizm płciowy. Dziób dosyć długi i cienki, górna żuchwa czarnoszara, nieco zakrzywiona, dolna żuchwa szara. Głowa szarobrązowa, góra głowy w okolicach dzioba szarobrązowa, dalej rudo-kasztanowa, gardło szare z czarniawymi cętkami. Grzbiet i górne części ciała brązowe, ogon długi, stopniowany nieco ciemniejszy od grzbietu. Dolne partie ciała matowe oliwkowe i szarobrązowe, brzuch jaśniejszy. Pokrywy skrzydeł kasztanowe. Osobniki młodociane nie mają kasztanowej czapeczki na głowie. Długość 17–18 cm.

## Zasięg występowania
Ogończyk siwobrody występuje we wschodnich Andach m.in. w północnej części departamentu Boyacá i w departamencie Cundinamarca w Kolumbii. Zasięg występowania (EOO, Extent of Occurrence) według szacunków organizacji BirdLife International obejmuje około 16,3 tys. km², występuje w zakresie wysokości od 2100 do 3200 m n.p.m.. 

## Ekologia i zachowanie
Jego głównym habitatem są dolne warstwy obrzeży wilgotnych lasów górskich, lasów wtórnych, gęsty podszyt lasu mglistego. Długość pokolenia jest określona na 3,8 roku. Ptak ten żeruje zazwyczaj w parach. Raczej nie jest spotykany się go pojedynczo. Mamy mało informacji na temat diety ogończyka siwobrodego. Składa się głównie ze stawonogów. Zaobserwowano, że podejmuje pokarm z liści i niewielkich gałęzi na wysokości 1–2 m nad poziomem gruntu.

### Rozmnażanie
Prawie nie ma informacji o rozmnażaniu i gniazdowaniu tego gatunku. W lęgu stwierdzono jedno jajo. Opisana gniazdo było dużą kulą z luźno poukładanych patyków o wysokości 50–60 cm i średnicy 30–40 cm, z bocznym wejściem do komory lęgowej, która wyścielona była mchem i gałązkami. Gniazdo umieszczone było w krzakach na wys. ok. 2 m nad poziomem gruntu.

## Status
W Czerwonej księdze gatunków zagrożonych IUCN ogończyk siwobrody jest uznawana za gatunek najmniejszej troski (LC, ang. Least Concern). Wielkość populacji nie jest oszacowana, ale gatunek ten określany jest jako pospolity. BirdLife International ocenia trend liczebności populacji jako stabilny ze względu na brak widocznych spadków populacji czy występowania istotnych zagrożeń.